# Фаязтепа

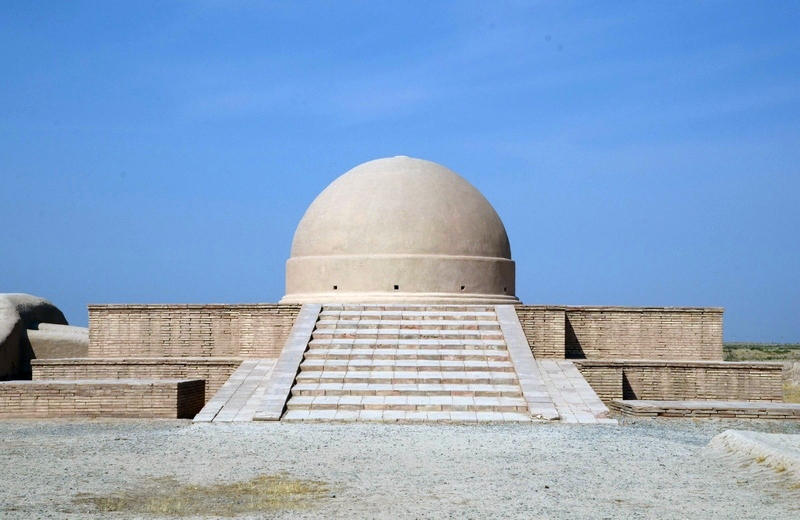
Реконструированная ступа в Фаяз-тепе

Фаязтепа (узб. Fayoztepa) — буддийский храмовый комплекс, относящийся к I—III векам нашей эры, находится на территории Сурхандарьинской области Узбекистана.

## История

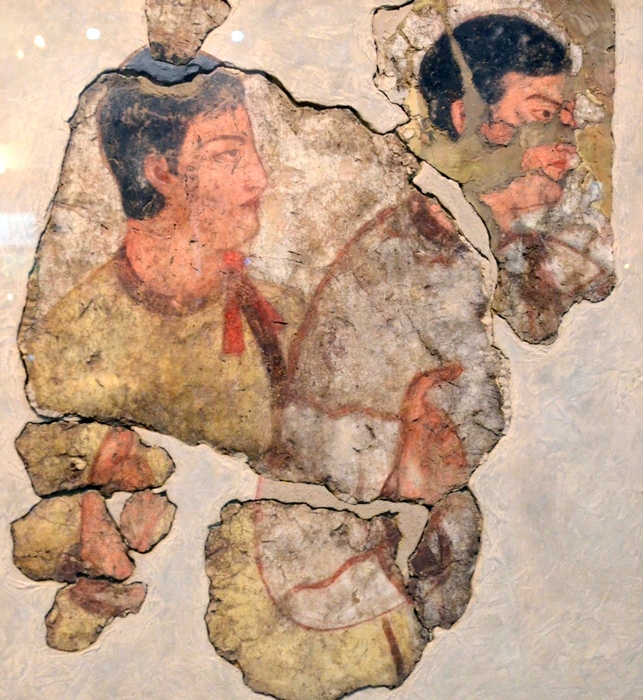
Группа придворных. Кушанская живопись, Фаяз-тепе, Сурхандарьинская область, Узбекистан, Музей истории Узбекистана.

Комплекс Фаязтепа находится в Термезе, вблизи северо-западных руин старого Термеза. В 1968 году Абсадом Бекнаевым в дюнах была найдена скульптура Будды, сделанная из алебастра, которая в дальнейшем была передана в музей краеведения. В 1968-76 годы эта находка была изучена Л. И. Альбаумом.
После того, как площадь Фаезтепа была очищена от насыпи песчаных дюн, началось изучение архитектуры памятника. Фаязтепа состоит из трёх монументальных построений; в центральной части расположен храм, на северо-западной части находится монастырь и на юго-востоке — хозяйственные построения. Общая площадь комплекса составляет 1,5 км². Одна из составляющих частей представляет собой непохожую на другие строения ступу, расположенную не в центральной части, а за пределами площади, которая располагается параллельно священному алтарю. Эти части связаны между собой дорожкой, выложенной кирпичами и камнями, которая пересекает площадь. В храме, стены которого украшены различными красочными рисунками, возвышается памятник Будды (бодхисатва). Когда-то вдоль стен находились памятники, посвящённые Будде, высота которых достигала четырёх метров.
Изначально множество памятников было красного цвета, в дальнейшем они были покрыты золотой краской. На южной части храма сохранилось изображение Будды, облачённого в красные одеяния. По обе стороны Будды изображены силуэты двух людей в длинных одеяниях с пряжками на плечах. Один из этих людей изображён в момент поклонения Будде. Также на восточной стене святыни можно рассмотреть следы когда-то нанесённой настенной живописи. А на глиняных кусках внутренней части комнаты виднеются изображения лиц различных людей. На одном из глиняных обломков, размер которого составляет 60×80 см, найдено изображение двух мужчин, лица которых направлены в сторону Будды. По этим двум фигурам, поклоняющимся бактрийскому Будде, можно сделать вывод, что Будда являлся идолом для поклонения. В этой комнате можно найти большое количество осколков памятника, сделанных из гипса. Вдоль восточной части стены построен специальный пьедестал из жжёного кирпича, предназначенный для скульптур, а поверхность этого пьедестала равномерно покрыта обломками камней. Большая часть статуй сделана из смеси глины и соломы, внешняя часть которых покрыта гипсом.
Головы этих статуй помещались в специальные формы, а руки и ноги изготавливались отдельно и затем уже прикреплялись к туловищу статуй. Из всех статуй, расположенных на комплексе Фаязтепа, наибольшей привлекательностью обладает верхняя часть статуи Будды, сделанная из алебастра. Собранные, чёрные волосы, обрамляющие красивое лицо Будды, придают статуе некий чарующий вид. Такая отделка статуи Будды является первой в наследии периода кушанидов.
Напротив двери в этот священный храм был найден редкий предмет искусства — триада, созданная из цельного куска камня мрамора. В центре триады изображён Будда, сидящий на ветках священного дерева бодха, а рядом с ним располагаются два поклоняющихся ему монаха. В храме было обнаружено две монеты Канишки и одна — Васудева.
Двор храма имеет форму правильного четырёхугольника размером 33×20 м, где с четырёх сторон располагаются двери комнат монахов. Внутри двора располагается большой цельный зал, стены его украшены разноцветными рисунками, которые сохранились только на нижних его частях. Вдоль этого зала располагается ступа. На северо-западной части двора находится маленький пруд, в виде трапеции, который изготовлен из осколков мрамора. На дне этого пруда сделано специальное отверстие для спуска воды. Изготовлено это отверстие в виде раскрытой пасти льва. Вода в такого рода прудах была чистая, предназначенная для питья. Этот лев относится к эпохе искусства Кушанидов, в его образе отражён сильный и могущественный Будда. Второй частью религиозного построения являлся монастырь, который соединён с храмом дверью, ведущей во двор. В комнатах, расположенных на территории монастыря, проживали монахи и ученики монастыря, а в учебных залах и кабинетах были расположены общежития для паломников. На стенах комнат были сооружены специальные полки, где располагались фонари с фитилями. Вдоль стен определённых комнат были построены супы, предназначенные для установления на них статуй Будды. Таким образом, монахи, их ученики и паломники возносили свои моления в центральной части храма, когда религиозные мероприятия приостанавливались на какое-то время.

## Галерея

Внешний вид
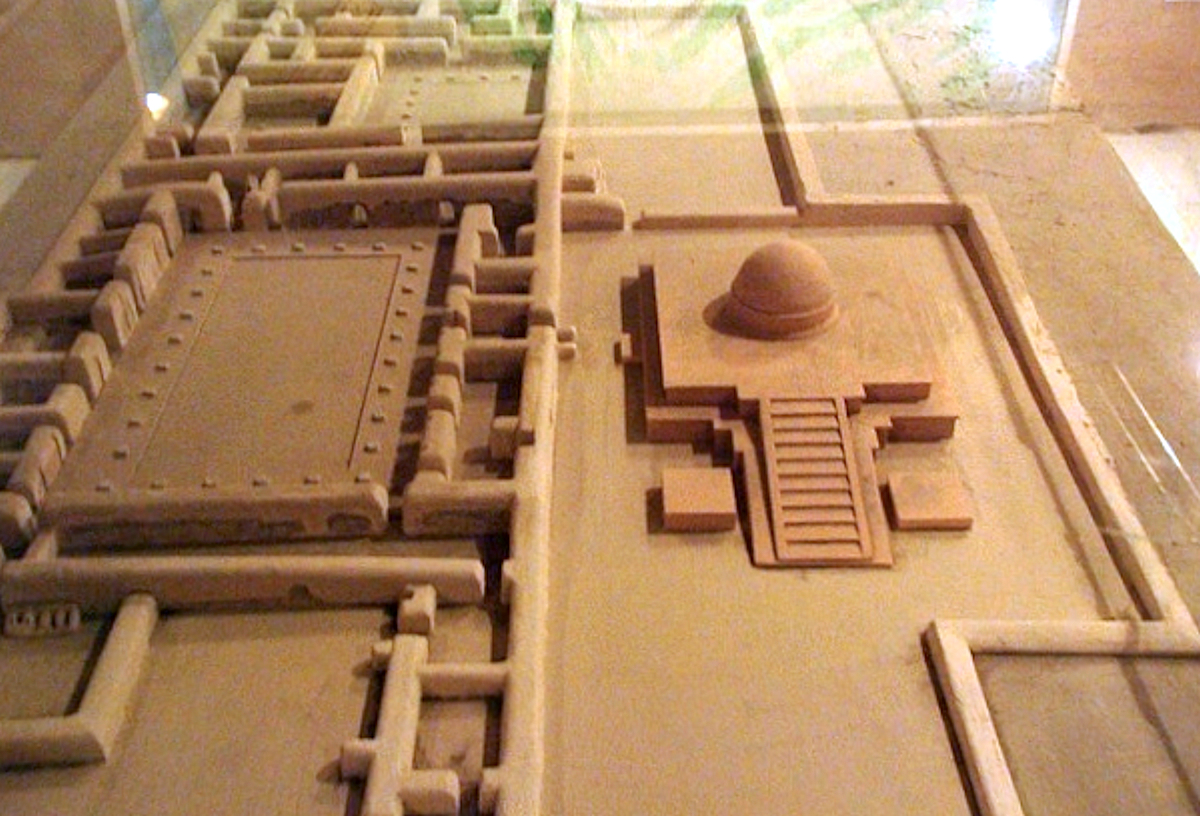
Модель ступы и монастыря
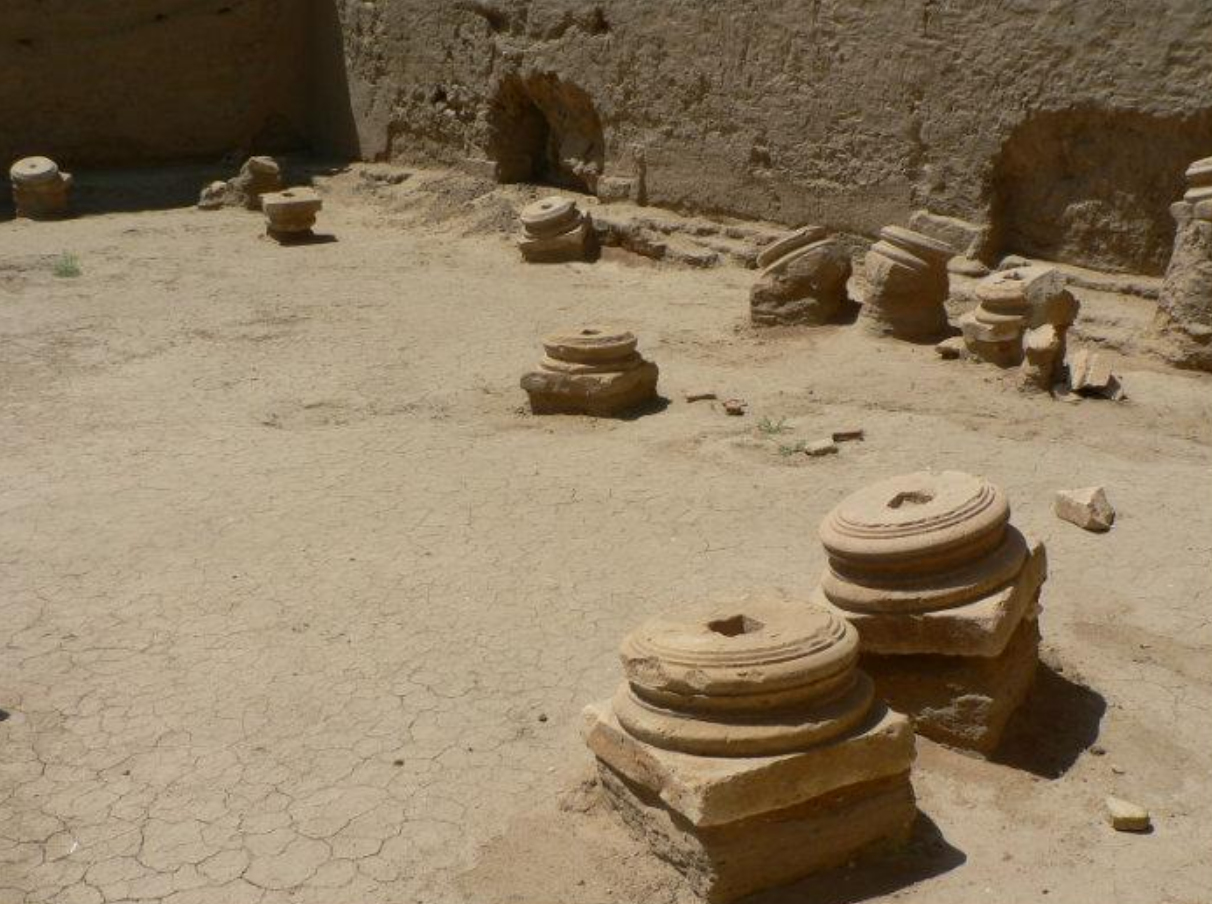
Колонны Фаяз Тепе
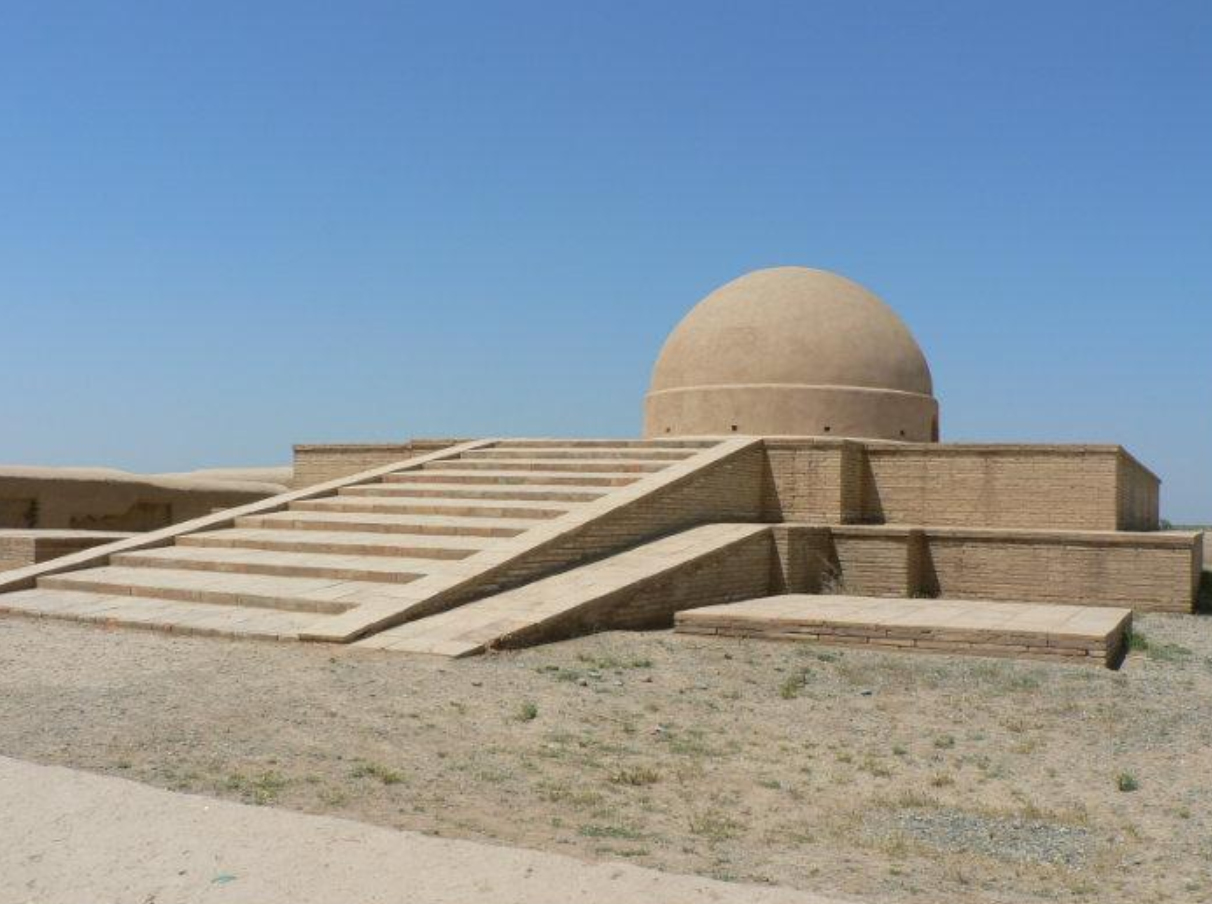
Фаяз Тепе, ступа

Артефакты
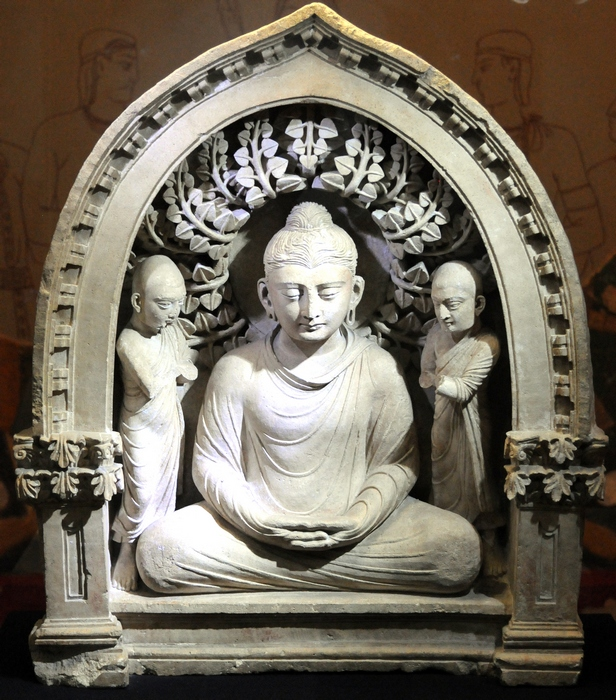
Ниша с Буддой и двумя монахами, III-IV века н. э.
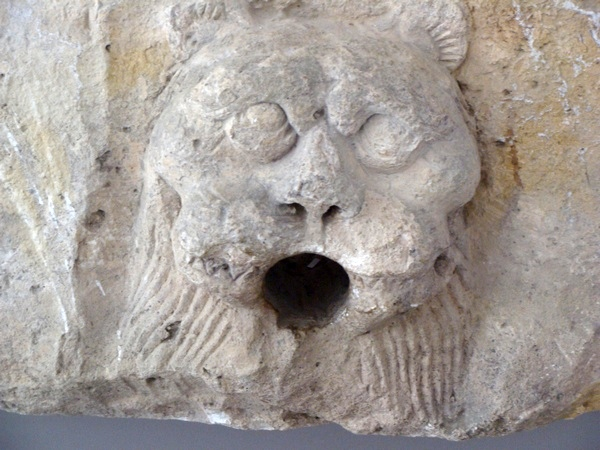
Фаяз Тепе, фонтан
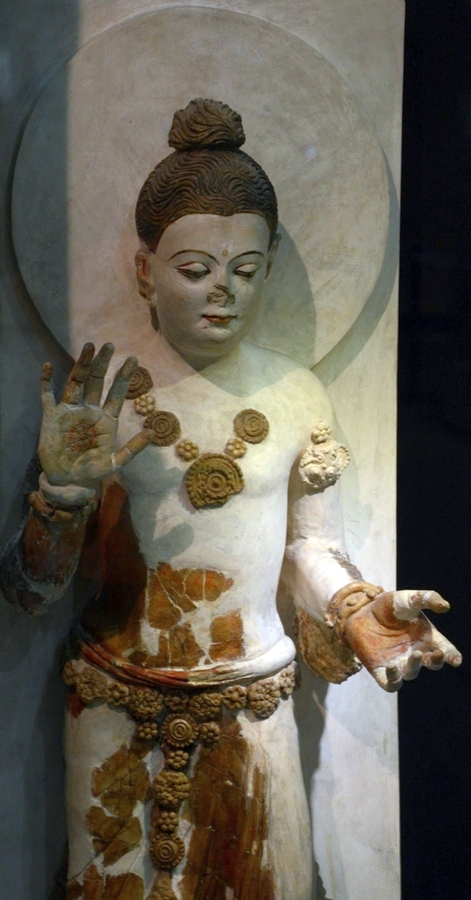
Фаяз Тепе, стоящий Будда
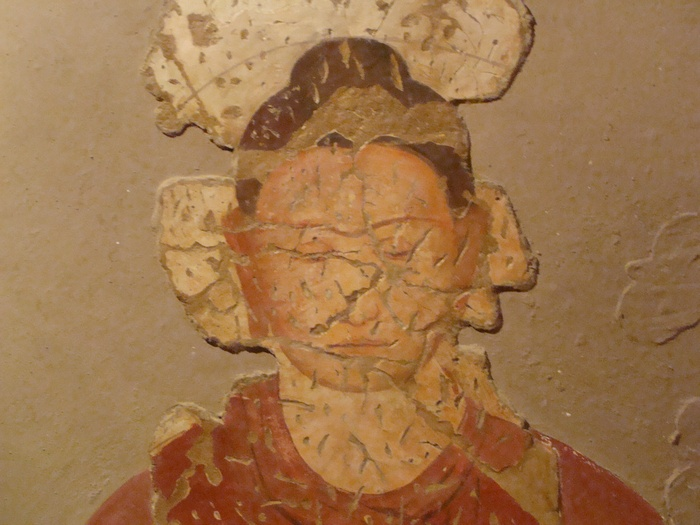
Сидящий Будда
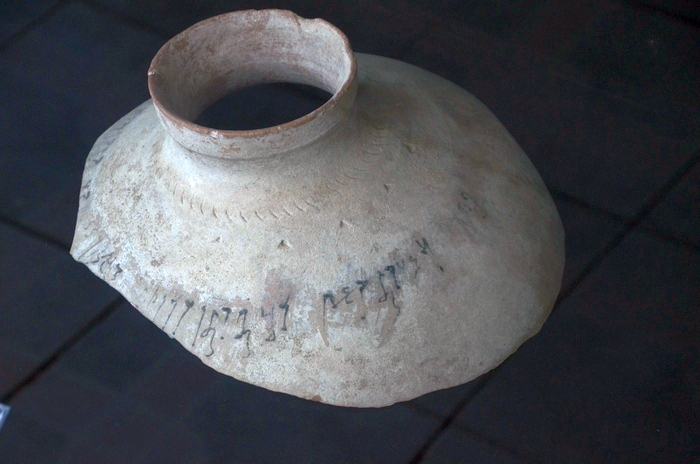
Фаяз Тепе, керамика с индийской надписью
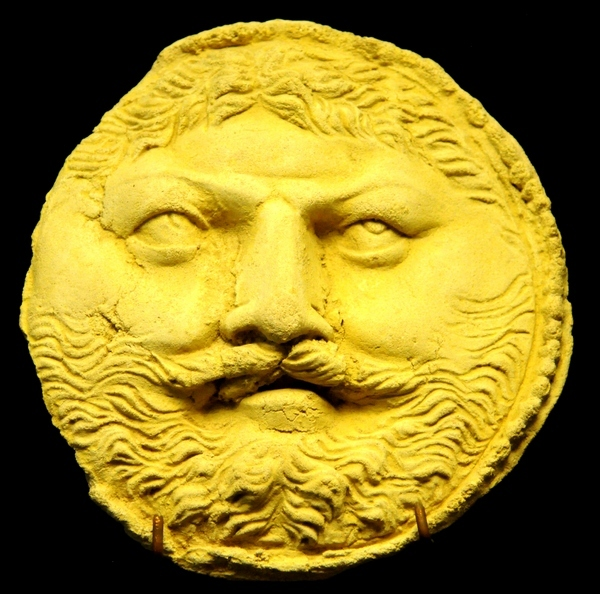
Фаяз Тепе, Бог солнца
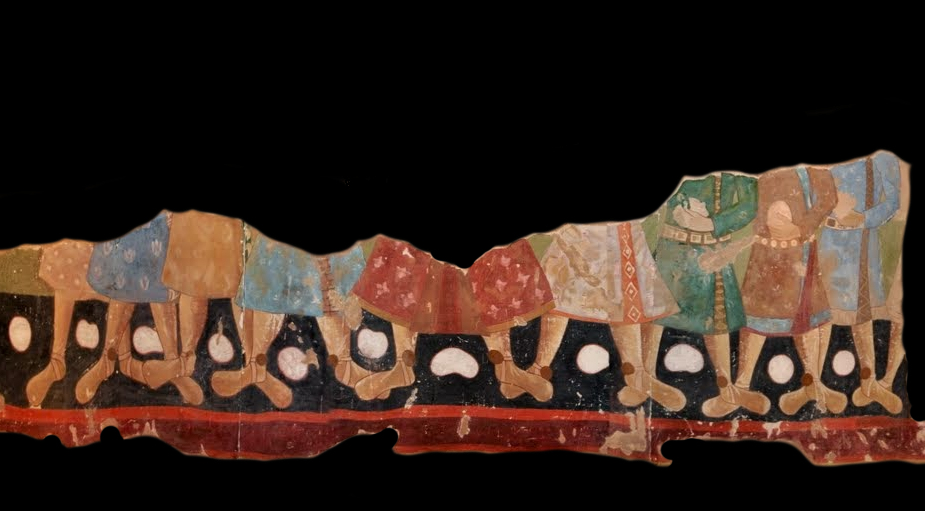
Фреска Фаяз Тепе (мужчины в кафтане и сапогах)
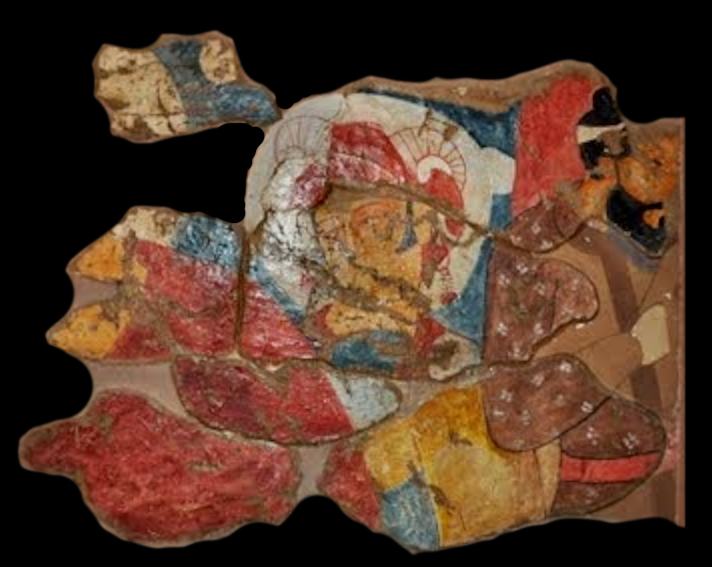
Фаяз Тепе, фреска божества с рогами